# Amlasz
Amlasz – miasto w Iranie, w ostanie Gilan. W 2016 roku liczyło 15 444 mieszkańców.